# Dream Sorcerer
Dream Sorcerer is de vijfde aflevering in het eerste seizoen van de Amerikaanse televisieserie Charmed. De aflevering is geschreven door de bedenker van de serie Constance M. Burge. De aflevering werd geregisseerd door Nick Marck.

## Verhaal
Phoebe Halliwell gaat op zoek naar wat vrijblijvende romantiek, en gebruikt ze een spreuk uit het Book of Shadows om een geliefde aan te trekken. Piper rechtvaardigt het gebruik van de spreuk als een manier om hun krachten te testen. Prue besluit om niet mee te doen aan dergelijk avontuur, naast zich zorgen te maken over Andy en haar geheim voor hem, heeft Prue een druk werkschema, en verontrustende ontmoetingen met een man in haar dromen. De zussen Piper en Phoebe maken zich zorgen om Prue, en verwijzen de nachtmerries aan het hoge stress gehalte van Prue, in deze verklaring zien de zussen een mogelijke verklaring voor de nachtmerries van Prue maar blijven voor de rest in het ongewisse over de herkomst van de steekwonden die zich op de rug van Prue manifesteren. Piper vraagt zich dan ook af waarom haar zus haar krachten niet gebruikt heeft om haar droom aanvaller op een afstand te houden. Terwijl Piper en Phoebe hun handen meer dan vol hebben aan de aandacht die ze van betoverde verliefde mannen oogsten, vecht Prue tegen haar droom indringers dodelijke intenties. Andy besluit om de zussen niet te vertellen dat hij en zijn partner Darryl Morris dat hij een zaak onderzoekt van een vrouw die gestorven is in haar slaap door inwendige verwondingen. De eigenaar van een droom onderzoek laboratorium, Whitaker Berman is de meest vermoedelijke verdachte nummer een volgens Andy, maar wat hij niet weet is dat diezelfde Berman ook Prue lastigvalt tijdens haar dromen. In opvolging van het advies dat Piper Prue geeft tijdens haar droom, gebruikt Prue haar krachten om zich te verdedigen en Berman van een hoog appartementsgebouw te gooien tijdens haar droom, waardoor Berman verpletterd wordt tijdens zijn slaap. Piper en Phoebe komen erachter dat romantiek uitgelokt door het gebruik van magie, geen enkele bedoeling heeft en maken de liefdesspreuk gedaan.

## Foutjes
De volgende fouten zijn in deze aflevering te ontdekken:
- Als de droomtovenaar weet wat Prue aan het denken is, terwijl ze slaapt, moet hij dan ook niet gerealiseerd hebben dat ze een heks is.
- Phoebe gaat naar Quake om te kijken of de spreuk werkt, Piper is nergens te bespeuren hoewel ze er tijdelijk de manager is.
- In deze aflevering weten we dat Prue 27 jaar is, dat betekent dat ze op haar verjaardag (zie vorige aflevering, Dead Man Dating) 27 geworden was, in 1998. Wanneer Prue sterft, staat er op haar grafmonument dat ze geboren was in 1970, wat wil zeggen dat ze 28 jaar werd in 1998.